# Cliviger
Cliviger – wieś w Anglii, w hrabstwie Lancashire, w dystrykcie Burnley. Leży 34 km na północ od miasta Manchester i 288 km na północny zachód od Londynu. W 2001 miejscowość liczyła 2350 mieszkańców.